# Brachymeria koehleri
Brachymeria koehleri är en stekelart som beskrevs av Blanchard 1935. Brachymeria koehleri ingår i släktet Brachymeria och familjen bredlårsteklar. Inga underarter finns listade.